# Platja de Treumal
La platja de Treumal és una platja situada en el límit entre els termes municipals de Lloret de Mar i Blanes (comarca de la Selva), a la Costa Brava Sud. Està envoltada per un frondós bosc de pi que li dona un aspecte salvatge, i d'un paisatge únic, declarat Paratge Natural d’Interès Nacional, com és el de Pinya de Rosa. Orientada a l'est, té una longitud de 111 m i una amplada mitjana de 33 m, formada per sorra mitjana i gruixuda. El pendent d'entrada a l'aigua és una mica pronunciat i el fons marí és de sorra. És una prolongació de la platja de Santa Cristina, de la que està separada per unes roques anomenades la Punta des Canó. Només disposa de dutxes i d'un quiosquet, però la platja de Santa Cristina té punt de salvament i primers auxilis, així com lloguer de para-sols, gandules i patins de pedals.
S'hi accedeix per la carretera GI-682 (Blanes-Lloret), l'autopista C-32 (sortida Malgrat-Blanes-Lloret), l'autopista AP-7 (Sortida 9 Lloret) i la C-63 (comarcal de Vidreres). L'aparcament més proper és el de la Platja de Santa Cristina.